# KLM Noordzee Helicopters
KLM Noordzee Helikopters BV (ook bekend als KLM Helikopters) was een Nederlandse luchtvaartmaatschappij die opereerde met helikopters, vooral vanaf het Nederlandse vasteland naar offshore platformen in het Nederlandse deel van de Noordzee. Het bedrijf was een 100% dochter van KLM en werd opgericht in oktober 1965.

## Geschiedenis
KLM Noordzee Helikopters leverde ondersteuningsvluchten van en naar offshore platformen, chartervluchten en opsporings-en reddingsvluchten. In 1978 bestond de vloot uit zeven Sikorsky S-61N's, vier Sikorsky S-76B's, twee Sikorsky S-58T's en twee MBB BO 105's. Vanwege toenemende concurrentie ging KLM Helikopters in 1995 intensief samenwerken met Schreiner bij de dienstverlening ten behoeve van het Rotterdamse loodswezen. In 1991 breidde het bedrijf uit toen Era Helicopters -een divisie van Era Aviation- een aandeel van 49%  in KLM Helikopters nam, waarmee groei in de regio Alaska ontstond tot het bedrijf in 1998 werd verkocht aan Schreiner Airways.. KLM/ERA Helikopters eindigde in 1998 haar operaties.

## Diensten
KLM Noordzee Helicopters opereerde initieel vanaf Amsterdam Schiphol-Oost, maar week al snel uit naar een tijdelijke helihaven bij Den Helder, wat veel dichter bij de platformen lag. De helikopters vertrokken 's morgens vanaf Schiphol-Oost en kwamen voor de nacht aan het einde van de daglichtperiode weer terug. Later opereerde KLM vooral vanaf een civiele terminal op het tot dan toe militaire vliegveld De Kooy. Ruim tachtig procent van de vluchten stonden in teken van de olie- en gaswinning op de Noordzee en er werden ongeveer 3.000 passagiers per dag vervoerd.

## Ongevallen
- Op 10 mei 1974 crashte KLM Noordzee Helikopters Sikorsky S-61N PH-NZC[6] onderweg naar het booreiland „Chaparall", dat in de Noordzee 170 mijl ten noord-noordwesten lag van het eiland Texel. Van de twee bemanningsleden en vier passagiers aan boord overleefde niemand de crash, drie lichamen zijn nooit geborgen.[7] De waarschijnlijke oorzaak was een breuk in een van de vijf rotorbladen door metaalmoeheid.
- Op 29 december 1990 hing een Sikorsky S-61N in een zgn 'hover' toen flinke trillingen werden ondervonden. Na de landing raakte een van de rotorbladen de romp en brak af voordat de motoren waren uitgezet. Er waren geen gewonden[8].